# Escuela Pedro Quintana Mansilla
La Escuela Pedro Quintana Mansilla es un establecimiento educacional y monumento histórico localizado en la ciudad de Coyhaique, Región de Aysén del General Carlos Ibáñez del Campo, Chile. Su data de construcción se remonta al período comprendido entre 1945 y 1949 por el arquitecto José Aracena A.
Pertenece al conjunto de monumentos nacionales de Chile desde el año 2005 en virtud del D. E. 432 del 19 de abril del mismo año; se encuentra en la categoría «Monumentos Históricos».

## Historia

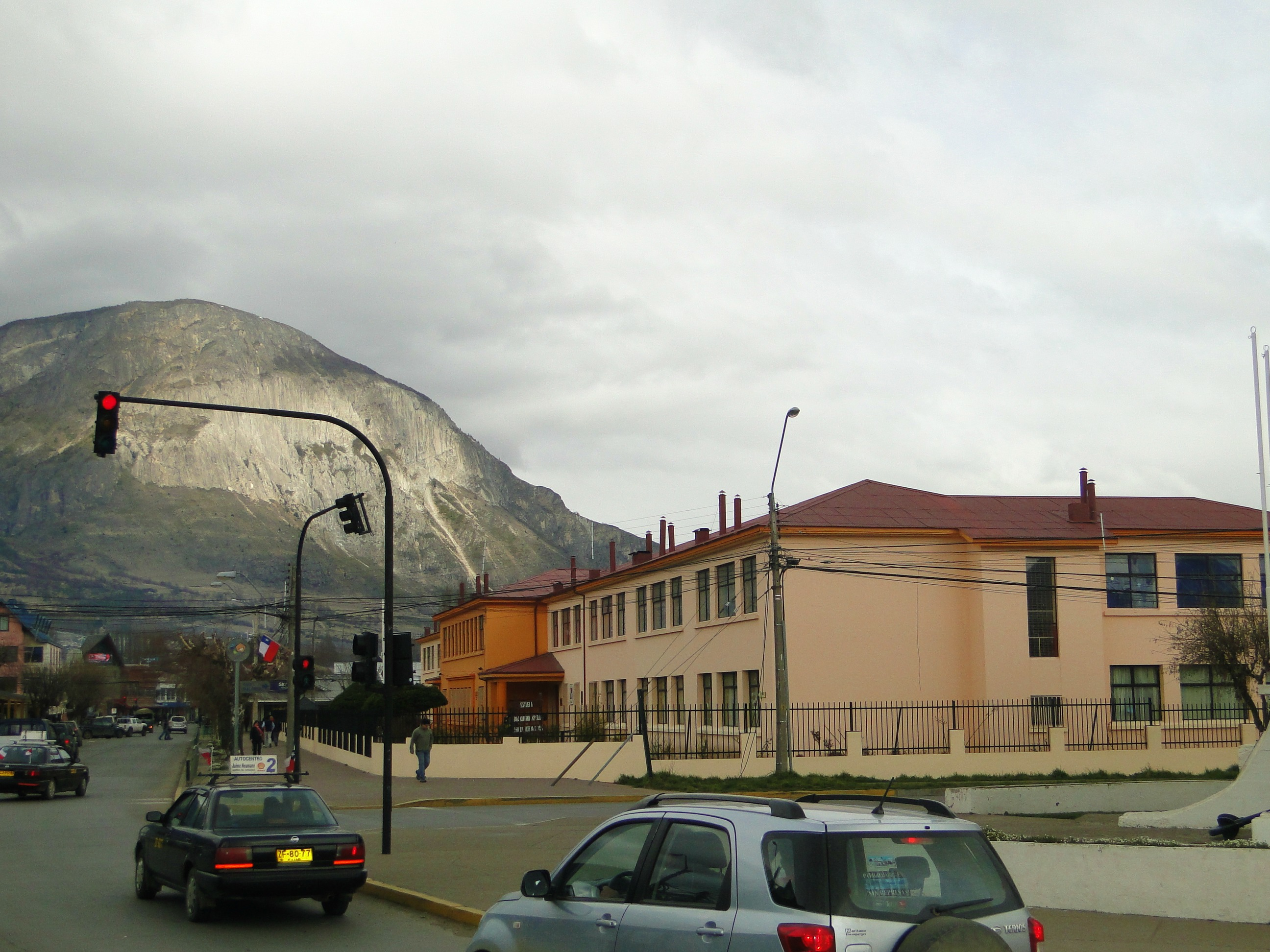
Vista lateral de la escuela Pedro Quintana Mansilla.

La superficie protegida considera un espacio con forma de E invertida que se encuentra en un perímetro correspondiente a 15 197 m², con 3367,73 m² destinados a la edificación propiamente tal que posee rasgos arquitectónicos modernistas, que a principios de siglo consideraba dos grandes espacios destinados a la educación diferenciada de hombres y mujeres, que con los años se transformó en un solo establecimiento para impartir educación mixta.
El edificio fue sometido a un proceso de remozamiento entre 2011 y 2012, que consideró «trabajos de pintura exterior de la edificación y de sus espacios interiores de uso común. Se repuso la hojalatería en la fachada principal, una superficie nueva de revestimiento en escaleras, la reparación y reposición de puertas en salas de clases, la techumbre en ingreso, y la rectificación de un sector del pavimento en el patio».
Su nombre es en honor al profesor achaíno Pedro Quintana Mansilla, quien sería parte fundamental en la promoción de la educación en Baquedano, posterior Coyhaique; sería éste docente quien fundaría el colegio que hoy lleva su nombre, del que además, fue su director. En particular, la data de fundación fue el 30 de abril de 1933 en un espacio perteneciente a la Oficina de Tierras y Colonización, y llevó por nombre Escuela de Tercera clase N° 15; luego, es en el año 1949 cuando el edificio actual comienza a funcionar, al aglutinar la Escuela N° 11 para niñas ubicada en el sector Sur y la Escuela N° 15 para hombres en el sector norte.